# EXIT TUNES PRESENTS Vocalogenesis feat.初音ミク
『EXIT TUNES PRESENTS Vocalogenesis feat.初音ミク』（エグジット・チューンズ・プレゼンツ ヴォカロジェネシス フィーチャリング・はつねミク）は、2010年5月19日に発売された、初音ミクなどの音声合成ソフトをボーカルに用いた楽曲を集めたコンピレーション・アルバム。発売元はEXIT TUNES、販売元はポニーキャニオン。
キャッチコピーは『初音ミク、新音楽叙事詩創生』

## 概要
VOCALOIDエンジンを利用した音声合成ソフトを用いて制作された人気ボーカル曲を再マスタリング・高音質化、書き下ろし曲及び新アレンジバージョンのものと合わせ計19曲を収録している。アルバムのタイトルでは「feat.初音ミク」となっているがMEIKO、KAITO、鏡音リン、鏡音レン、巡音ルカ を用いた楽曲も収録されている。ジャケットイラストは三輪士郎、テレビCMの映像はなぎみそ (nagimiso.sys) が担当した。このアルバムに合わせスペシャルコンテンツとして三重の人、@まさたかP、ポンポコP、ブラザーPの作成したショートPVもネット上で公開されている。
初回特典のクレジットカード型フェイクカードや携帯ストラップが付くようになったのはこのアルバムからである。
本アルバムは発売1週目で23153枚を売り上げ、2010年5月31日付のオリコン週間ランキングにて、VOCALOIDおよび初音ミク関連のアルバムでは初めてとなる1位を獲得した。ボーカルに音声合成ソフトを用いたアルバムがオリコンチャートの1位を獲得したのは史上初である。初音ミクの人気が根強いことを証明するものとして評価される一方、その枚数は1991年8月26日付のASKA『SCENE II』を下回り、ランクイン当時オリコン週間アルバムチャート史上最低枚数での首位獲得ともなった。なお、この最低枚数の記録は翌週に週間1位を獲得したくるり『僕の住んでいた街』がさらに更新しており、2週連続で週間1位の最低枚数が更新されることになった。

## 収録曲
1. 右肩の蝶 
  - のりぴー feat. 鏡音レン （作曲：のりぴー 作詞：水野悠良）
  - 次作「EXIT TUNES PRESENTS Vocaloanthems feat.初音ミク」に収録されているバージョンは鏡音リン歌唱版である。
2. 初音ミクの暴走-Full ver.-
  - cosMo@暴走P feat. 初音ミク
3. いろは唄
  - 銀サク feat. 鏡音リン
4. ローリンガール
  - wowaka(現実逃避P) feat. 初音ミク
5. パラジクロロベンゼン
  - オワタP feat. 鏡音レン
6. IMITATION BLACK
  - SCL Project (natsuP) feat. VanaN'Ice
7. イケ恋歌
  - れれれP feat. 鏡音レン
8. 番凩
  - 仕事してP  feat. MEIKO・KAITO
9. 紡唄 -つむぎうた-
  - DATEKEN feat. 鏡音リン・鏡音レン (作曲・作詞：DATEKEN）
10. リグレットメッセージ 
  - mothy_悪ノP feat．鏡音リン（作曲・作詞：mothy）
    - コンピレーション・アルバム『EXIT TUNES PRESENTS STARDOM 3』にも収録されている。
11. しねばいいのに
  - ドブうさぎ feat. KAITO
12. リア充爆発しろ! 
  - KAZU-k&桃華なゆた feat．初音ミク
13. charActer 
  - azuma feat.初音ミク・巡音ルカ
14. 1/6 -genesis edit- 
  - ぼーかりおどP (noa) feat. 初音ミク
15. erase or zero Vocalogenesis only NewMix
  - HzEdge（クリスタルP） feat. 鏡音レン・KAITO
16. Nostalogic (single edit) 
  - yuukiss feat.MEIKO（作曲：yuukiss 作詞：yuukiss/rose)
17. DYE 
  - AVTechNO! feat. 巡音ルカ
18. Genesis
  - ジミーサムP feat.初音ミク・巡音ルカ
19. 右肩の蝶  -Ver. 3.0.1-
  - のりぴー feat. 鏡音レン